# Старко Анна Павлівна
А́нна Па́влівна Старко́ (18 серпня 1997, м. Одеса, Україна) — сучасна поетеса, перекладачка, журналістка. Працювала з такими виданнями, як «Вечірня Одеса», православним журналом для молоді «Наследник» (Москва), а також в інших популярних проєктах.

## Життєпис
Народилась 18 серпня 1997 року в Одесі. Батько — Павло Старко, інженер-будівельник. Мати — Ксенія Старко, вчителька російської мови та літератури, магістр української філології.
Навчалась у загальноосвітній приватній школі «Майбуття», після чого вирішила назавжди пов'язати життя з літературною творчістю. За фахом — викладач російської мови та літератури. Перша публікація — книга «Казки мандрів» (12 років). Потім вийшли книги «Правила гри в камні» (видавництво «Болєє другоє», Мінськ (2013)), «Зима обітована» (2014), чисельні публікації на порталі Стихи.ру та в популярних альманахах України, Росії, Нью-Йорка. Анна Старко відома тим, що не обмежується лише українською чи російською мовами, а видає твори різними мовами під однією обкладинкою.
Цікавиться історією, музикою, театром, кіномистецтвом, механікою та релігією. Разом із друзями веде проєкти «Брати Дятлови» та літературну сторінку «Платинове століття поезії».
Для стилю Анни Старко характерні такі риси: глибинний аналіз тексту, синтезована манера прочитання, «інкогніто», інші особливості.

## Погляди
Анна Старко вважається послідовницею літературної традиції символізму, проте у прозі не використовує її. Взірцем поетичної вітчизняної майстерності вважає Марину Цвєтаєву й Ліну Костенко. У есеїстиці критикувала багатьох мережевих авторів, аргументуючи це «їх порожнечею, неможливістю реалізації і високою амбітністю».
Як громадський активіст, цікавиться проблемами безпритульності, сирітства, сучасного мистецтва.

## Фестивалі
1. «КССВ» — Лауреатка I ступеня у номінації «Автори» (2011, 2012, 2013) «Перекладачі» (2012)
2. Книжковий ярмарок «Зелена хвиля» — Лауреат I ступеня у номінації «Поезія» (2012)
3. «Одна маленька свіча» — переможниця (2013)
4. «Пушкін в Одесі» — учасниця великого відкритого фіналу (2010, 2012)
5. I Одеський Корнейчуковський фестиваль дитячої літератури — переможець (2013)

Двічі лауреатка премії ім. М. Цвєтаєвої «Благодійний фонд „AVE“», кандидатка у МСПУ.
Брала участь у проєкті Мистецького Арсеналу «Арсенал ідей!». Тоді деякі книжки Анни Старко стали частиною літературної експозиції. Займається просвітницькою роботою разом із ЦМБС.

## Книги
1. 2010 — «Казки мандрів»
2. 2012 — «Металевий вітер»
3. 2013 — «Правила гри в камні»
4. 2014 — «Зима обітована»